# Beata Marti
Beata Marti ist eine Sopranistin, die in Wien und München lebt.
Beata Marti wuchs in Konstanz auf, wo sie auch das Abitur ablegte. Ihr Gesangsstudium begann sie an der Robert Schumann Hochschule in Düsseldorf, wo sie bei Ingeborg Reichelt studierte. Das Studium setzte sie in München am Richard-Strauss-Konservatorium bei der Kammersängerin Gudrun Wewezow fort. 1997 schließt sie ihr Studium mit dem Diplom ab. Beata Marti hatte Engagements in Wien, Verona und Florenz, und 2005 eine umfangreiche Konzertreise nach Portugal.
Beata Marti lebte mit dem Tenor Bernhard Hirtreiter zusammen, bis sie in der Sendung Willkommen bei Carmen Nebel im ZDF am 11. November 2006 heirateten. Sie haben zwei gemeinsame Töchter: Liliana (geb. 2000) und Marlene (geb. 2005).

## Preise und Auszeichnungen
- 1995 Stipendium des Deutschen Bühnenvereins
- 1997 Finalistin im Belvedere Wettbewerb für Operette in Wien
- 1999 Stipendium der Bayreuther Festspiele
- 2001 und 2002 Preisträgerin beim Istituto Europeo in Florenz